# Urlakning
Urlakning sker då en beståndsdel avges från ett fast ämne för att istället upplösas i ett flytande.
I jordbruk- och försurningssammanhang innebär detta att växtnäringsämnen lagrade i jorden löses ut och forslas bort av surt regn. Detta är speciellt fallet i hedskog där podsol är den vanligaste jordmånen. Dessa jordar är naturligt fattiga på buffertämnen såsom kalk, vilket gör det svårt för jorden att behålla växtnäringsämnen vid sur nederbörd.
Begreppet urlakning används främst om processen när en jord utarmas på näringsämnen, exempelvis på grund av alltför intensiv odling, eller när metaller som är viktiga mikronäringsämnen, som kalcium, magnesium och kalium jonform, trängs ut av vätejoner vid surt regn och därmed går näringsämnena förlorade för träd och växter, inklusive åkergrödor. 